# Le vent se lève (film, 2013)
Pour les articles homonymes, voir Le vent se lève.
Le vent se lève (風立ちぬ, Kaze tachinu) est un film d’animation japonais réalisé par Hayao Miyazaki et sorti au Japon le 20 juillet 2013.
Le film est une biographie d'un ingénieur en aéronautique, librement inspirée de la vie de Jirō Horikoshi, le concepteur des chasseurs bombardiers japonais Mitsubishi A6M, appelés « Chasseurs Zéro ». L'univers mis en scène est moins onirique et plus réaliste que dans la plupart des productions précédentes de Miyazaki. Lors de la présentation du film à la Mostra de Venise 2013, où il est en compétition, Koji Hoshino, le président du studio Ghibli, annonce que Le vent se lève sera le dernier film d'Hayao Miyazaki qui prend sa retraite du cinéma, même si le cinéaste revient sur sa décision en 2016.

## Synopsis

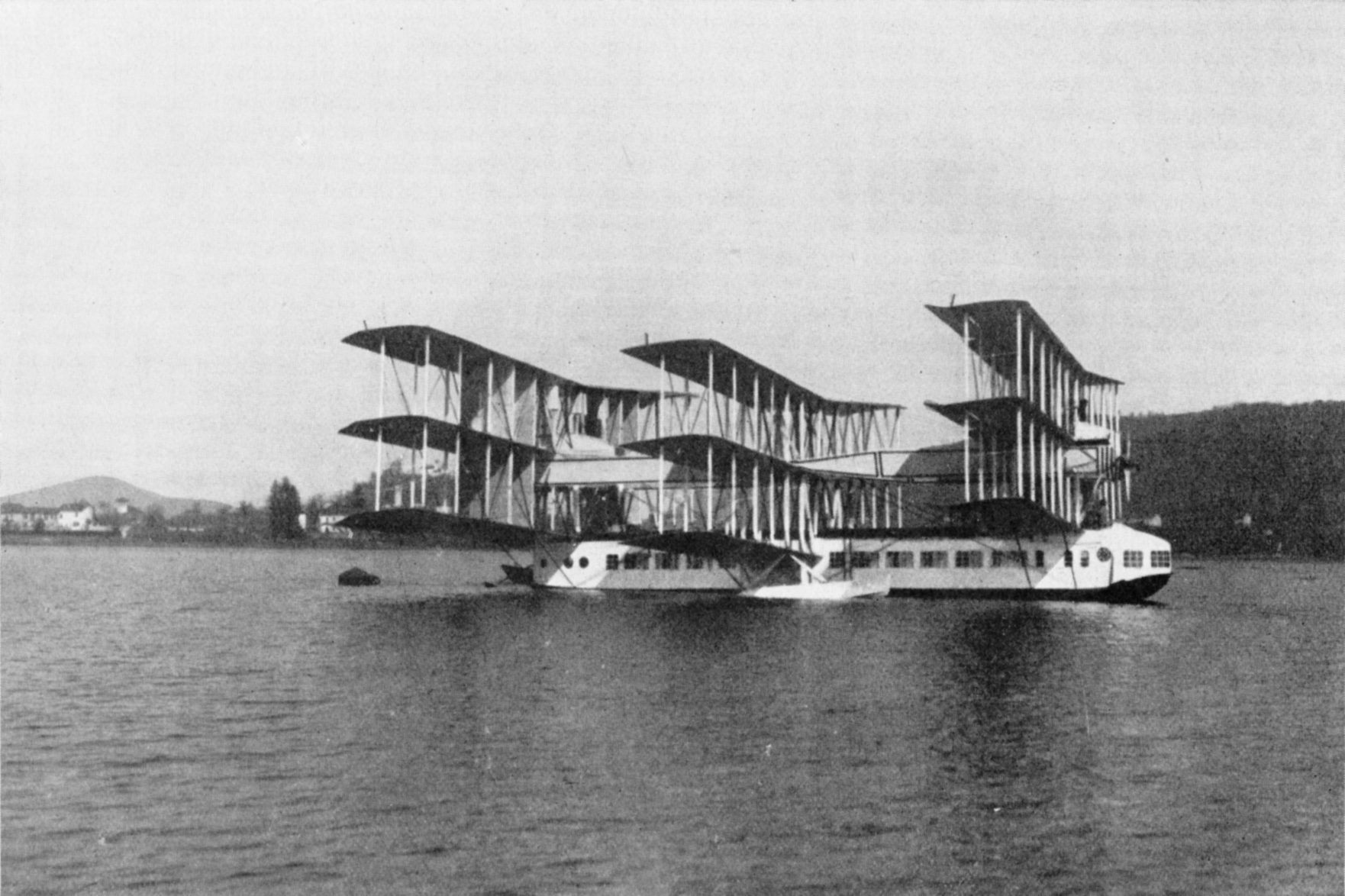
Le Caproni Ca.60, prototype d'hydravion extravagant inventé par l'ingénieur italien Giovanni Battista Caproni au début des années 1920.

Une nuit, un jeune garçon, Jirō Horikoshi, rêve qu'il pilote un prototype d'avion aux ailes d'oiseau ; son rêve se termine en cauchemar lorsqu'il est attaqué par un énorme bombardier. Jirō s'éveille et entame une journée ordinaire dans le Japon de 1918, où il grandit en compagnie de sa famille. Jirō est un jeune garçon travailleur, épris de justice et surtout passionné d'aéronautique. Il collectionne avidement les revues d'aéronautique étrangères qu'il lit en anglais, langue qu'il est en train d'apprendre. Le soir venu, il s'allonge sur le toit de sa maison pour contempler les étoiles et regarder au loin, espérant ainsi soigner ses problèmes de vue qui risquent de l'empêcher de devenir pilote. Il rêve de Caproni, ingénieur italien ayant conçu de somptueux modèles d'avions, dont un hydravion à neuf ailes. Jirō est rejoint par sa jeune sœur Kayo, qui montre des étoiles filantes à son frère, que ce dernier ne distingue pas à cause de sa mauvaise vue.

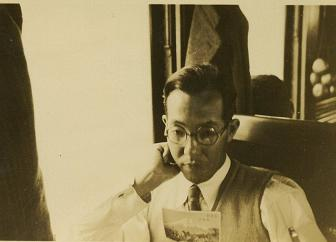
Horikoshi dans un train en octobre 1938.

Devenu un jeune homme, Jirō étudie l’ingénierie aéronautique à l'université impériale de Tokyo. Dans un train, alors qu'il prend l'air sur la plate-forme arrière d'une voiture, son chapeau s'envole et est rattrapé par une belle jeune fille. Lorsqu'elle lui restitue l'objet, elle prononce en français un vers d'un poème du Français Paul Valéry, Le Cimetière marin, récemment paru : « Le vent se lève... » Jirō complète aussitôt : « ...il faut tenter de vivre ! » Intrigué, Jirō regagne son compartiment, mais le train déraille sous l'effet d'un fort séisme (le séisme de 1923 de Kantō). Ayant survécu à la catastrophe, Jirō croise à nouveau la jeune fille accompagnée de sa gouvernante, laquelle s'est fracturé le pied. Il leur donne à boire et les aide à regagner leur maison à Tokyo, puis part sans pouvoir leur donner son nom ni leur demander les leurs. Jirō se rend alors à l'université où les étudiants tentent de sauver les livres menacés par l'incendie qui s'est déclaré dans la ville ; le vent menace de propager le feu dans tout Tokyo. On assiste en parallèle à l'envol du Caproni Ca.60, qui, à peine envolé, s'écrase sous les yeux de Caproni. Rentré chez lui, Jirō se rend compte qu'il est amoureux de la jeune fille, mais, lorsqu'il a le temps de rechercher sa maison, il ne découvre plus que des ruines.
Deux ans après, alors qu'il se trouve à l'université, Jirō reçoit un colis de la part de la famille de la jeune fille ; il bondit à la poursuite de la personne qui l'a apporté, mais ne parvient pas à la retrouver. De retour chez lui, il discute avec sa sœur Kayo qui lui reproche de négliger les siens. Kayo dit vouloir s'orienter vers des études de médecine, chose nouvelle pour une femme à l'époque ; elle obtient de Jirō qu'il l'aide à convaincre leur père. De son côté, Jirō part travailler pour Mitsubishi à Nagoya.
En 1927, à Nagoya, Jirō retrouve un ami étudiant, Honjō (en). Leur supérieur, Kurokawa, confie à Jirō la conception des plans d'une pièce de l'aile d'un nouveau modèle d'avion de chasse à la suite d'un appel d'offres de l'aéronavale. Jirō travaille d'arrache-pied avec le matériel précis qu'il a apporté de Tokyo et imagine des plans audacieux. Quelque temps après, en visitant les hangars où sont construits les avions, Honjō et Jirō se rendent compte que la pièce a déjà été conçue et que ce premier travail n'était qu'un moyen pour Kurokawa de mettre à l'épreuve les compétences de sa nouvelle recrue. Impressionné par les plans, Kurokawa garde Jirō. Mais une fois le prototype réalisé, le vol d'essai est un échec et l'aéronavale choisit un concurrent. En rentrant chez lui, Jirō aperçoit trois enfants affamés et leur offre des gâteaux (des « siberia »), mais ils s'enfuient ; il raconte l'anecdote à Honjō qui ironise sur son caractère chevaleresque en lui rappelant que les coûts énormes des recherches auxquelles ils s'adonnent pourraient assurer l'alimentation de beaucoup de Japonais pauvres.
Mitsubishi s'oriente vers la conception de bombardiers et collabore avec l'entreprise allemande Junkers. En 1929, Honjō et Jirō sont alors envoyés en voyage d'étude en Allemagne. Là, ils sont impressionnés par la supériorité technique de l'aviation allemande (notamment par le Junkers G 38) mais rebutés par la morgue qu'affichent leurs partenaires allemands. Sur le chemin du retour à l'hôtel, ils assistent à une inquiétante course-poursuite entre un homme et des militaires, sans en comprendre les tenants et les aboutissants. Jirō est devenu un travailleur acharné qui néglige sa santé ; Honjō, plus pragmatique, prend soin de lui comme un frère. Tous deux rêvent de concevoir un modèle d'avion capable de combler le retard du Japon en matière d'aviation. Selon Honjō, son pays est, vis-à-vis de l'Allemagne, dans la même situation qu'Achille par rapport à la tortue. Finalement, Jirō reçoit l'ordre de poursuivre son voyage ailleurs en Europe tandis que Honjō reste en Allemagne. Jirō rêve à nouveau de Caproni, qui lui explique sa vision de l'aéronautique : les avions sont des inventions magnifiques mais au destin funeste puisqu'elles peuvent être utilisées comme des armes dévastatrices. Caproni préfère concevoir des avions civils, mais il annonce à Jirō qu'il va prendre sa retraite, car, selon lui, un ingénieur ne dispose que de dix ans de vie créative ; Jirō, lui, commence seulement les siennes et Caproni lui souhaite bon courage.

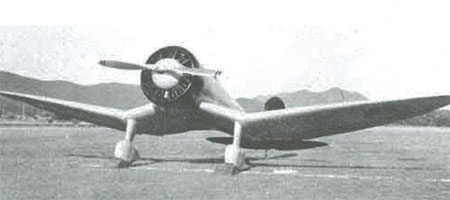
L'un des prototypes de l'avion de chasse japonais Mitsubishi A5M créé par Horikoshi dans la seconde moitié du film.

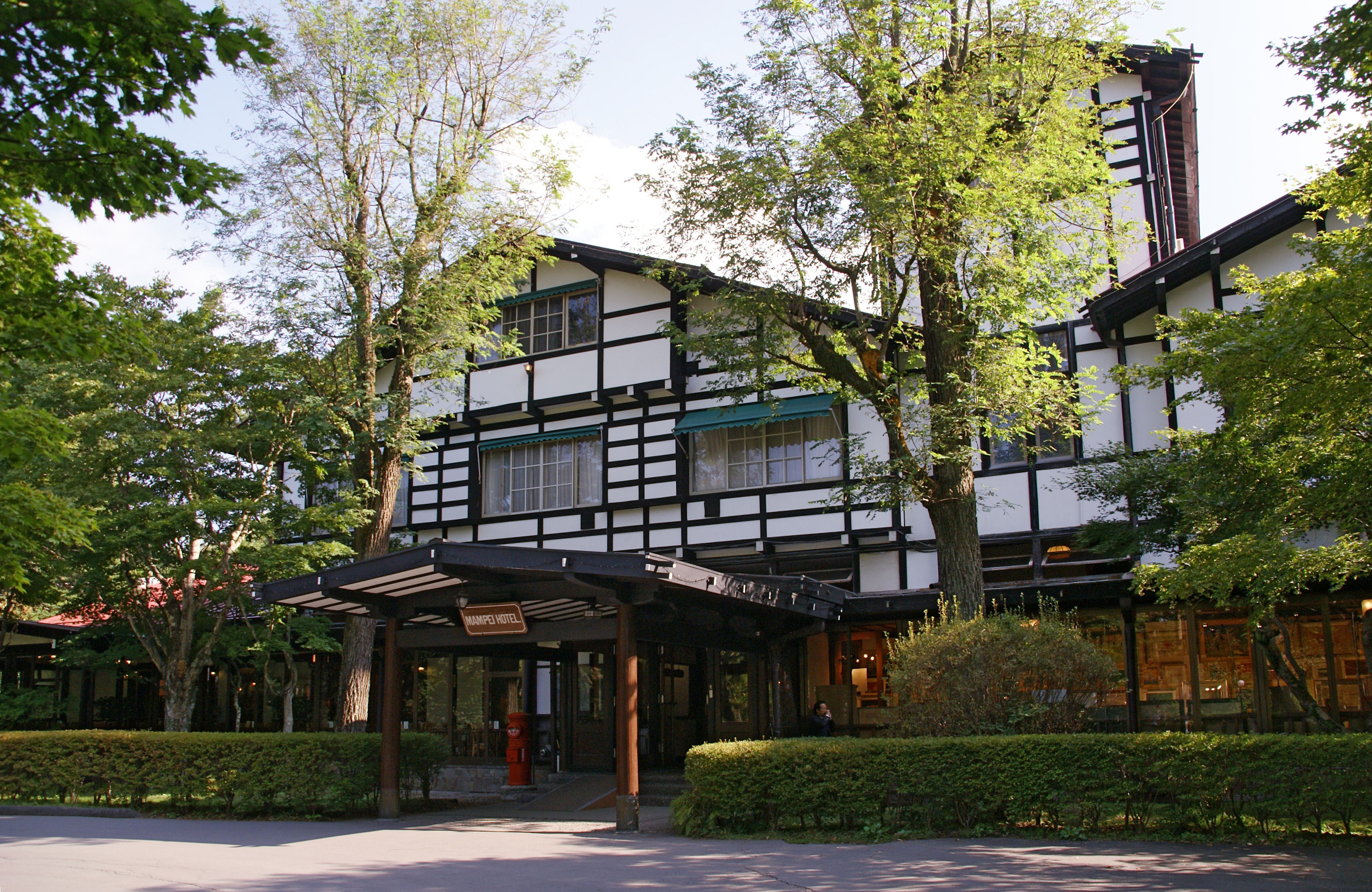
“Hôtel Mampei” à Karuizawa qui apparaît au milieu du film.

En 1932, Jirō, de retour au Japon, travaille sur un nouveau modèle d'avion de chasse, dont le vol d'essai en 1933 est un échec. Épuisé, Jiro se dirige vers Karuizawa, une station de montagne, et décide de se reposer un moment. Un après-midi, pendant une promenade, il rattrape le parasol envolé d'une jeune femme qui peint sur une colline voisine et le remet au père de l'inconnue. Le soir au dîner, Jirō remarque la jeune fille ainsi qu'un homme au long nez. Le lendemain, Jirō rencontre la jeune fille dans un bois et tous deux se reconnaissent : ils s'étaient déjà rencontrés dans le train au moment du séisme. La jeune fille se nomme Nahoko Satomi et tous deux sont manifestement amoureux. Au soir, tandis que Jirō guette l'arrivée de Nahoko, il est abordé par l'homme au long nez, un Allemand aimable et cultivé nommé Castorp. Pendant la discussion, Castorp s'inquiète de l'expansionnisme nazi qui risque de déboucher sur une guerre. Le père de Nahoko arrive alors et apprend à Jirō que Nahoko est malade et n'a pas pu paraître ce soir-là. Quelque temps après, Jirō revoit Nahoko à son balcon et tous deux s'amusent avec un avion en papier conçu par Jirō. Jirō finit par demander la main de Nahoko à son père ; tous deux acceptent, mais Nahoko prévient Jirō qu'elle est atteinte de la tuberculose et ne l'épousera qu'une fois guérie.
De retour à Nagoya, Jirō est accueilli par Honjō, qui lui montre un prototype de bimoteur, qui deviendra plus tard le Mitsubishi G3M. De son côté, Jirō poursuit son travail sur son nouvel avion. Mais la police secrète s'intéresse à lui en tant que possible dissident politique, et Kurokawa l'aide à s'éloigner quelque temps. Un jour, Kurokawa transmet à Jirō un télégramme urgent : Nahoko a craché du sang et va très mal. Jirō prend le premier train toutes affaires cessantes pour aller au chevet de Nahoko, mais doit repartir le soir même. Nahoko part se reposer dans un sanatorium isolé dans la montagne, bien décidée à guérir. Mais l'éloignement lui pèse et elle décide finalement de rejoindre Jirō pour l'épouser, vivre avec lui et le soutenir dans son travail. Jirō et Nahoko demandent alors à Kurokawa et à son épouse de les marier ; d'abord réticent, Kurokawa, fléchi par son épouse, accepte et la cérémonie a lieu. Jirō se replonge ensuite dans son travail et vit une période heureuse avec Nahoko, qui occupe ses loisirs à se promener et à peindre. Mais l'état de santé de cette dernière s'aggrave peu à peu. Les époux sacrifient la santé de Nahoko pour profiter du temps qu'il leur reste à vivre ensemble ; Nahoko encourage par exemple Jirō à fumer tout en restant près d'elle alors que la fumée est mauvaise pour ses poumons. Kayo, devenue interne en médecine, comprend que Nahoko se met en danger et en fait le reproche à Jirō, suggérant que Nahoko retourne dans un sanatorium pour se faire soigner; mais les époux ne supportent pas l'idée de vivre séparés. Grâce au soutien de Nahoko, Jirō termine enfin la conception de son nouvel avion et part quelques jours assister au vol d'essai. Pendant ce temps, Nahoko, qui attend une visite de Kayo, annonce qu'elle part se promener ; le bus qui amène Kayo la croise sur la route. Kayo découvre en arrivant que Nahoko a laissé plusieurs lettres, où elle explique qu'elle repart pour le sanatorium. Elle comprend alors que l'état de santé de Nahoko est désespéré et qu'elle a préféré s'isoler pour mourir, afin de ne laisser que de bons souvenirs à Jirō. Dans le même temps, le vol d'essai du nouvel avion de Jirō est un succès retentissant, mais l'ingénieur est saisi par la certitude que Nahoko est morte et ne partage pas l'enthousiasme général.
Ensuite, les escadrilles des chasseurs japonais conçus par Jirō s'envolent dans le ciel pour bombarder des civils. Quelques années plus tard, Jirō se retrouve dans une plaine jonchée de carcasses d'avions, puis rejoint Caproni sur le lieu de leur première rencontre. Jirō lui dit son impression d'être en enfer, et regrette qu'aucun appareil ne soit revenu. Caproni lui montre un ciel immense constellé d'avions de différents types : ceux conçus par Jirō montent rejoindre les autres. Caproni affirme que Jirō peut être fier de ses avions et lui conseille de penser à ce qu'il a de plus cher. Puis il lui fait remarquer que quelqu'un l'attend là depuis longtemps : Nahoko apparaît alors et dit à Jirō de vivre, vivre sa vie, avant de disparaitre. En larmes, Jirō murmure : « Merci ! Merci ! ». Caproni lui répète le conseil, puis lui propose tout d'abord de prendre un verre chez lui ; les deux ingénieurs s'éloignent alors.

## Personnages
Jirō Horikoshi (堀越二郎, Horikoshi Jirō)Passionné par les avions depuis son enfance, Jirō, le personnage principal, étudie l’ingénierie aéronautique à l’université impériale de Tokyo. Peu après, lors d’un voyage d’étude en Allemagne, avec d’autres ingénieurs, il imagine les plans d’un avion de chasse. De retour au Japon, il est chargé par les autorités de concevoir le Shichishi kanjō sentōki (ja), le chasseur embarqué Type 7, pour la marine impériale japonaise. Lors d’un vol d’essai, l’empennage de l’avion se rompt et celui-ci s'écrase. Abattu par son échec, il part se reposer dans la ville de Karuizawa, dans la préfecture de Nagano, où il rencontre Nahoko. Son talent s’épanouit lors de la conception d’un nouveau prototype, le Kyūshi tanza sentōki (ja), chasseur embarqué monoplace Type 9, pour lequel il a l’idée de façonner des ailes inspirées de la mouette possédant un dièdre négatif, c’est-à-dire des ailes d’avion inclinées vers le bas en forme de V et d’utiliser des rivets spéciaux. Son prototype remporte l’appel d’offres émis par la marine impériale et il est produit en série sous le nom de Mitsubishi A5M. Plus tard, en qualité d’ingénieur en chef de Mitsubishi, il développe le Mitsubishi A6M, le chasseur embarqué de type 0, le fameux « zéro ». Le personnage du film est inspiré de la véritable histoire de Jirō Horikoshi, ingénieur en aéronautique chez Mitsubishi.
Nahoko Satomi (里見菜穂子, Satomi Nahoko)Jirô fait sa rencontre à bord du train le conduisant à Tôkyô, alors qu'elle n'est encore qu'une adolescente. Après qu'il l'a aidée à rejoindre sa maison dans la panique du séisme de 1923 du Kantô, leurs chemins se séparent, jusqu'au jour où ils se recroisent par hasard à Karuizawa. Par la suite, ils s'avoueront être tombés amoureux l'un de l'autre dès leur première rencontre. Leur amour sera compliqué par la grave maladie de Nahoko, la tuberculose, dont elle succombera quelque temps après leur mariage improvisé. Son nom est tiré du livre intitulé Nahoko de l’écrivain japonais Tatsuo Hori.
Honjō (本庄)Ingénieur en aéronautique et collègue de Jirō. C’est un ami rencontré sur les bancs de l’université impériale de Tokyo. Il travaille à la conception du prototype Mitsubishi G3M, chasseur embarqué de type 9, le premier bombardier moderne japonais. Le personnage est inspiré de Kirō Honjō (en), qui a réellement existé et qui était ingénieur en aéronautique chez Mitsubishi.
Kurokawa (黒川)Le chef de Jirō. Atteint de nanisme, il est très strict en ce qui concerne le travail, il confie néanmoins au nouveau venu Jirō des projets très difficiles. Compréhensif envers Jirō, il le protège de la police spéciale japonaise, la Tokkō. Même s’il désapprouve l’amour entre Nahoko et Jirō, il fait tout son possible pour les aider en acceptant d'être le témoin de leur mariage qui se déroule chez lui. Le nom de ce personnage est, comme celui de Nahoko, tiré du livre de l’écrivain Tatsuo Hori.
Castorp (カストルプ, Kasutorupo)Allemand qui réside à Karuizawa. Par hasard, il loge à la même pension que Jirō et la famille Satomi. Il devient le témoin de la relation qui se développe entre Jirō et Nahoko. On sait de lui qu'il aime le cresson et qu'il apprécie la musique de Schubert. Le nom de Castorp est tiré du livre de Thomas Mann, La Montagne magique, dont il est le héros. La chanson jouée par Castorp au piano : Das gibt’s nur einmal est une reprise du film Le congrès s'amuse de 1931. Il disparait peu avant la fin du séjour de Jirō.
Satomi (里見)Le père de Nahoko. C'est lui qui révèle à Jirō que Nahoko est malade, mais sans en révéler la gravité.
Kayo Horikoshi (堀越加代, Horikoshi Kayo)La petite sœur de Jirō. Adulte, elle devient médecin et, comprenant la gravité de la maladie de Nahoko, elle confie son inquiétude à Jirō.
Hattori (服部)Chef du groupe de travail dont fait partie Jirō. C'est lui qui décide de l'envoyer en Allemagne après l’échec du développement du Shichishi kanjō sentōki, le chasseur embarqué Type 7. Conscient du talent du jeune homme, il le recommande à deux reprises auprès des autorités compétentes pour le développement du Kyūshiki kanjō sentōki, chasseur embarqué de type 9. Son personnage est inspiré d'un certain Jōji Hattori, ingénieur en aéronautique chez Mitsubishi, qui a réellement existé.

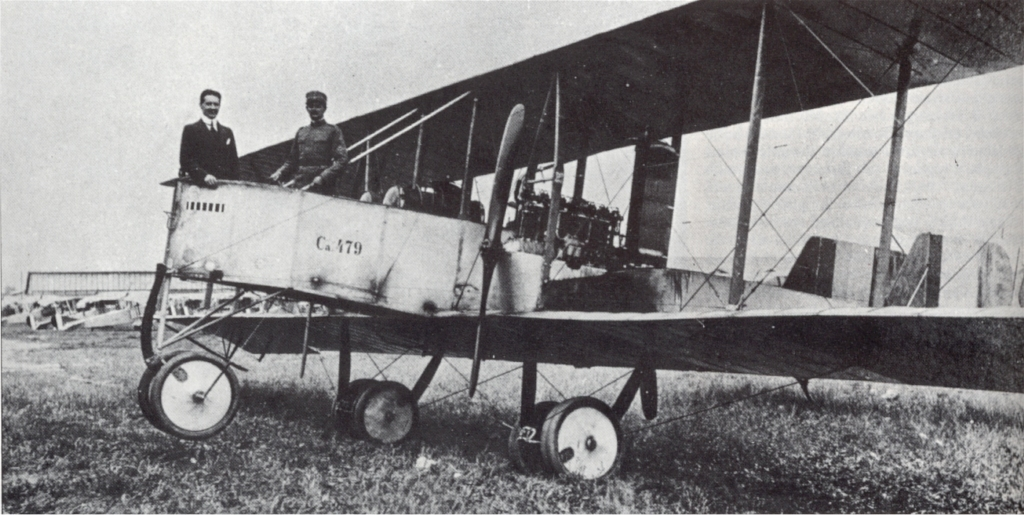
Le second modèle Caproni Ca.32 (300 hp – Ca.2) à l'aéroport de Talieno en juillet 1915. Giovanni Battista Caproni est à bord (à gauche).

Caproni (カプローニ, Kapurōni)Le personnage est inspiré de Giovanni Battista Caproni, italien, ingénieur en aéronautique et fondateur de la société de construction d’aéronefs Caproni. Jirō le rencontre dans un rêve. Caproni est pour lui source d’inspiration et d'encouragement dans les moments difficiles qu'il traverse. Les manufactures Caproni furent aussi à l'origine du Ca.309, dont le surnom « Ghibli » inspira le nom du studio japonais[réf. nécessaire].

## Fiche technique
- Titre original : 風立ちぬ (Kaze tachinu)
- Titre français : Le vent se lève
- Réalisation : Hayao Miyazaki
- Scénario : Hayao Miyazaki
- Musique : Joe Hisaishi

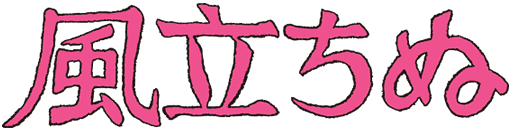
Logo japonais du film

  - Chanson de générique : Hikōki gumo, composée et interprétée en 1973 par Yumi Arai
- Photographie : Atsushi Okui
- Direction artistique : Yōji Takeshi
- Montage : Takeshi Seyama
- Production : Toshio Suzuki
- Société de production : studio Ghibli
- Société de distribution : Tōhō
- Budget : 3,1 milliard de Yens[4]
- Pays de production :  Japon
- Langues originales : japonais et quelques mots en français, allemand, italien
- Format : digital, imprimé en 35 mm, 1,85:1, couleur
- Son : Dolby Digital, mono[5]
- Genre : animation, biographie romancée
- Durée : 126 minutes
- Dates de sortie[6] :
  - Japon : 20 juillet 2013[7]
  - Belgique, France, Suisse romande : 22 janvier 2014[8]
  - Canada : 28 février 2014[9]
  - Belgique : 5 mars 2014
  - Maroc : 26 mars 2014 (festival international de cinéma d'animation de Meknès)[10]
- Classification :
  - France : tous publics[11]

## Distribution

### Voix originales
Dans l'ordre donné par le site officiel :
- Hideaki Anno : Jirō Horikoshi
- Miori Takimoto : Nahoko Satomi
- Hidetoshi Nishijima : Honjo
- Masahiko Nishimura : Kurokawa
- Steve Alpert : Castorp
- Morio Kazama : Satomi
- Keiko Takeshita : Mère de Jirō
- Mirai Shida : Kayo Horikoshi
- Jun Kunimura : Hattori
- Shinobu Ōtake : Madame Kurokawa
- Nomura Mansai : Caproni

### Voix françaises
- Paolo Domingo : Jirō Horikoshi
- Chloé Berthier : Nahoko Satomi
- Guillaume Lebon : Honjo
- Julien Kramer : Kurokawa
- Georges Claisse : Castorp
- Patrick Béthune : Satomi
- Adeline Chetail : Kayo Horikoshi
- Michel Ruhl : Hattori
- Juliette Degenne : Madame Kurokawa
- Philippe Catoire : Caproni
- Camille Gondard : Gouvernante de Nahoko
- Léopoldine Serre : Nahoko Satomi jeune
- Colette Marie : Passagère du train[13]

### Voix anglaises

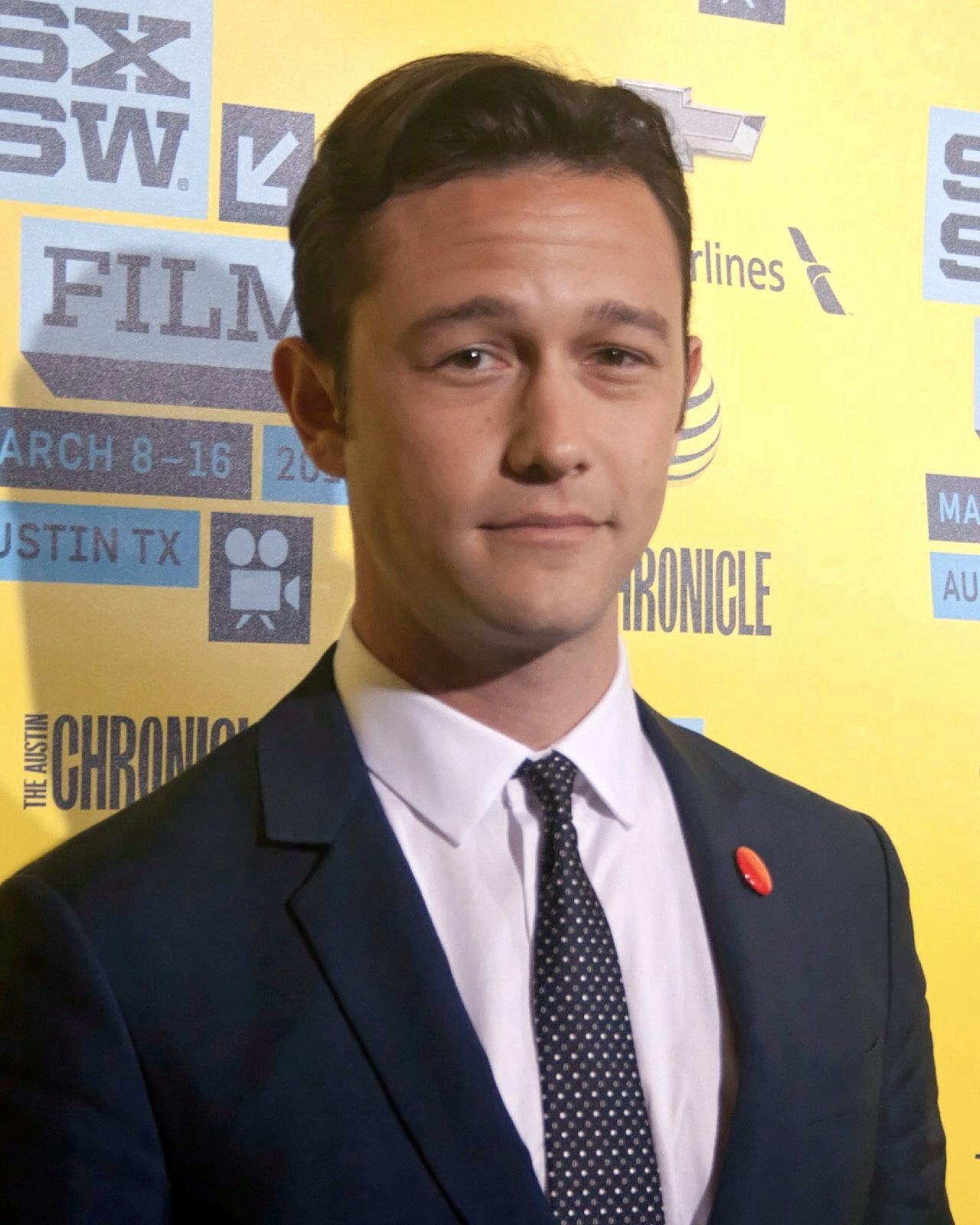
L'acteur américain Joseph Gordon-Levitt double Jirō Horikoshi pour la version anglaise.

- Joseph Gordon-Levitt : Jirō Horikoshi
- Emily Blunt : Nahoko Satomi
- John Krasinski : Honjo
- Martin Short : Kurokawa
- Werner Herzog : Castorp
- William H. Macy : Satomi
- Mae Whitman : Kayo Horikoshi / Kuni
- Mandy Patinkin : Hattori
- Jennifer Grey : Madame Kurokawa
- Stanley Tucci : Caproni

## Conception du film

### Idée originale et scénario
L'idée originale du film surgit lorsque Hayao Miyazaki écrit et dessine un court manga sur la vie de Jirō Horikoshi pendant la Seconde Guerre mondiale, manga qu'il publie dans un magazine de modèles réduits, Model Graphix, en 2008. Dans le manga, Jirō Horikoshi est représenté avec une tête de cochon, comme le héros de Porco Rosso. Le manga est titré Le vent se lève, extrait d'un vers du poème Le Cimetière marin de Paul Valéry paru en 1920. Après avoir lu ce manga, le producteur Toshio Suzuki suggère à Hayao Miyazaki d'en faire un long métrage d'animation, mais celui-ci commence par refuser, entre autres parce que le manga, qui aborde frontalement le sujet de la guerre, se destine uniquement à un public adulte tandis que ses films se destinent à un public plus large incluant les enfants. Miyazaki prend le temps de réfléchir tandis qu'il mène à bien plusieurs autres projets, puis finit par accepter deux ans après, à la toute fin de 2010.
Miyazaki rencontre beaucoup de difficultés dans la conception de l'histoire et de l’e-konte (storyboard) du film et avance d'abord très lentement. Il veut faire le film mais craint qu'il ne rencontre pas son public ; dans les premiers temps, il ne veut pas renoncer à intéresser aussi les enfants. En outre, le sujet est particulièrement délicat, car le film est consacré à un ingénieur qui a inventé un avion de guerre, qui plus est pour l'armée impériale. Ce sujet suscite des dissensions au sein du studio, certains craignant de passer pour des apologues de la guerre ; la femme de Miyazaki est également dubitative. Miyazaki lui-même est conscient du problème, qui rejoint sa contradiction personnelle de pacifiste, néanmoins passionné par les avions et les engins, y compris militaires. Le séisme du 11 mars 2011 perturbe le travail dans les studios pendant quelques jours et provoque d'autres remises en cause puisqu'il devient délicat d'aborder le séisme de 1923 de Kantō dans le film. C'est en juin 2011 que les idées du réalisateur commencent à se mettre en place : il renonce à recourir au fantastique et centre le film sur la question de la vie dans une époque troublée comme celle des années 1930, époque où, comme dans le poème de Valéry, « le vent se lève ».
La production du film commence, mais l'histoire subit encore de nombreuses modifications. Miyazaki, qui s'est déjà largement écarté de l'intrigue de son manga d'origine, hésite sur la fin à donner au film. Il choisit de s'inspirer du roman Le Vent se lève de Tatsuo Hori, roman autobiographique où Hori décrit sa relation avec son épouse malade de la tuberculose, qui lui sert de modèle pour l'amour entre Jirō et Nahoko. Cette relation amoureuse est un élément entièrement fictif tandis que le parcours professionnel de Jirō reste à peu près fidèle à la réalité historique. Miyazaki fait cet ajout afin que le film ne soit pas entièrement centré sur la conception d'un avion de guerre, mais aborde plus largement les rêves et les sentiments de Jirō et la façon dont on tente de vivre pleinement dans une époque de guerre. Le recours à des éléments fictifs lui permet aussi de pallier le petit nombre de sources sur les sentiments du vrai Horikoshi, qui a laissé très peu d'écrits personnels.
Dans une interview en janvier 2014, Miyazaki indique s'être également inspiré des films japonais en noir et blanc comme ceux de Yasujirō Ozu et Mikio Naruse qui « montraient les conditions très dures dans lesquelles évoluait la société japonaise d’avant-guerre », ainsi que ceux de Tomu Uchida.

### Documentation historique

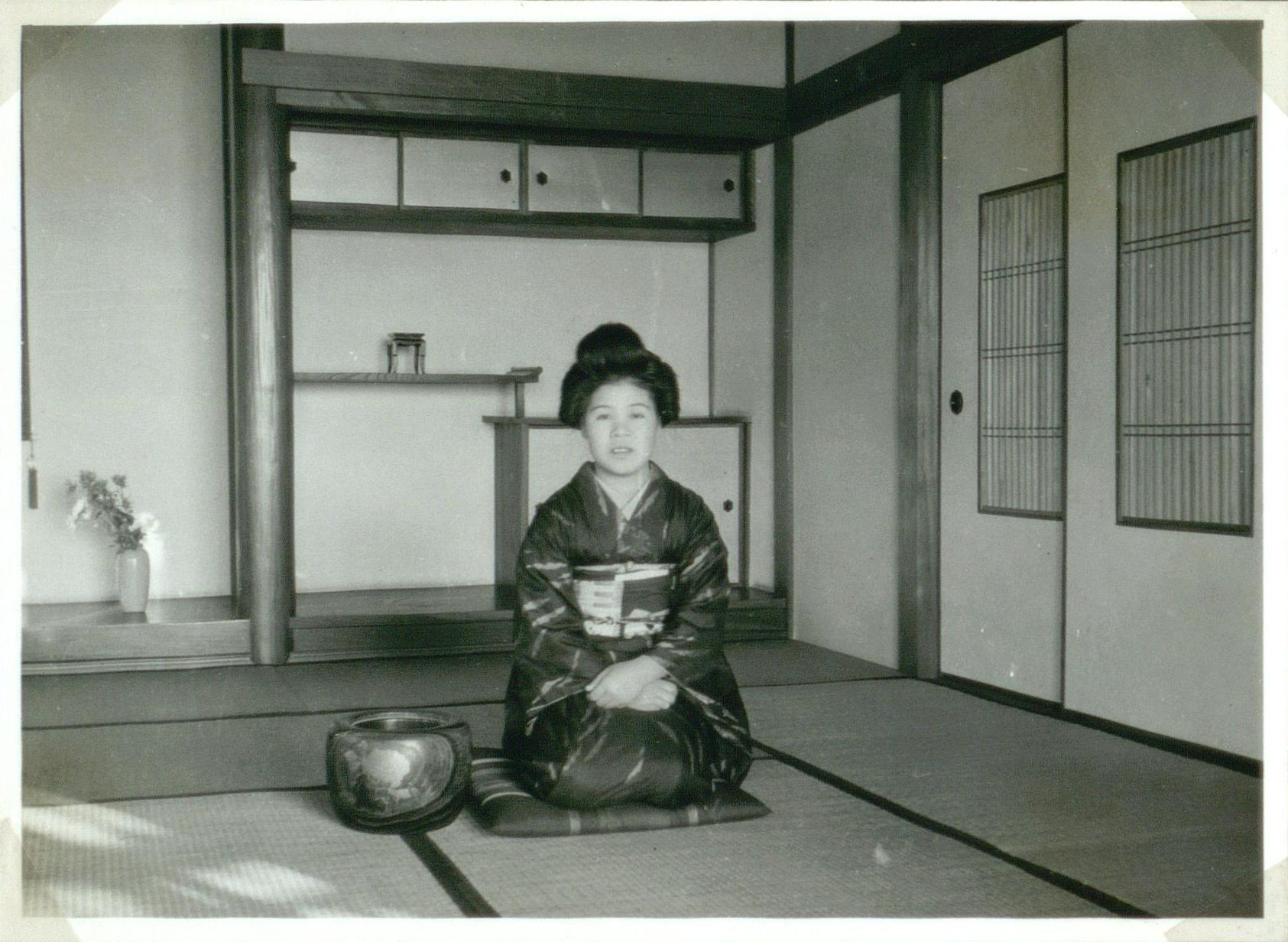
Femme japonaise dans un hôtel à Shimabara en 1935.

Plus réaliste que les précédents films de Hayao Miyazaki, Le Vent se lève tente de reconstituer et de montrer à l'écran le Japon des années 1920-1930, une époque où l'on porte encore des habits traditionnels, où les manières sont très cérémonieuses y compris entre membres d'une même famille, et où une grande pauvreté sévit dans un Japon encore très rural marqué par les conséquences de la crise économique de 1929. Si Miyazaki peut se fonder sur ses propres souvenirs (ceux de la génération de ses parents), l'équipe du film rencontre néanmoins des difficultés dans ce travail de reconstitution, car la société japonaise a beaucoup changé depuis et les gestes et comportements alors traditionnels disparaissent à grande vitesse. L'équipe du studio doit notamment rechercher et engager une femme connaissant encore les usages de l'époque sur la bonne façon de porter un kimono mais aussi de le plier et de le ranger, ; l'équipe doit aussi se renseigner sur la façon dont on se tenait sur un tatami. L'équipe du studio se documente aussi grâce à un grand nombre d'anciennes photographies. La même logique de réalisme historique guide la représentation du tabagisme, très répandu au Japon à l'époque, notamment parmi les étudiants.
Pour concevoir le décor de la maison où vivent Jirō et Nahoko, Miyazaki s'inspire notamment de la maison familiale des Maeda, à Tamana, dans la préfecture de Kumamoto, maison où a vécu l'écrivain Natsume Sōseki (1867-1916) dont le réalisateur apprécie beaucoup les écrits ; Miyazaki visite la maison en 2010 .

### Production
La production du film commence en juillet 2011 et mobilise une équipe de deux cents personnes ; elle s'achève en juin 2013.
Pendant la production, une équipe de la chaîne de télévision japonaise NHK tourne un documentaire sur la conception du film, 1000 jours dans la production de Le Vent se lève. D'une durée de 75 minutes, le documentaire est diffusé sur NHK le 26 août 2013.

### Bruitages
Pour la première fois dans un long métrage des studios Ghibli, de nombreux bruitages du film sont créés par des voix humaines. C'est notamment le cas des bruits des moteurs des avions, du sifflement d'une locomotive, du ronronnement du moteur d'une voiture ou du grondement du séisme de 1923. Cette technique avait été expérimentée par Hayao Miyazaki en 2006 pour son film À la recherche d'une maison, un court métrage destiné au musée Ghibli.

### Doublages
Le choix d'un acteur de doublage pour le rôle de Jirō pose longtemps problème à l'équipe du film, qui s'accorde rapidement sur les caractéristiques de la voix du personnage (Jirō est un homme réservé parlant souvent d'un ton neutre) mais ne parvient pas à trouver la voix appropriée. En décembre 2012, alors que le temps commence à presser, Toshio Suzuki propose à Hayao Miyazaki de faire passer une audition à un réalisateur de leur connaissance, Hideaki Anno, bien qu'il ne soit pas un acteur de doublage ; en effet, tant sa personnalité que son ton de voix sont proches de ceux du personnage. Anno a commencé sa carrière dans l'animation en tant qu'animateur clé pour Nausicaä de la vallée du vent en 1984 puis s'est fait connaître en réalisant la série animée Neon Genesis Evangelion en 1995-1996. Très satisfait par les premières auditions, Miyazaki accepte et c'est finalement Anno qui double Jirō.
Les autres rôles sont plus facilement attribués. Nahoko est doublée par Miori Takimoto, qui a commencé sa carrière comme chanteuse dans le groupe SweetS (un groupe de J-pop) avant de devenir actrice. D'autres rôles sont attribués à des collaborateurs de longue date des studios Ghibli. Kayo, la sœur de Jirō, est doublée par Mirai Shida, qui avait déjà prêté sa voix à Arrietty dans Arrietty, le petit monde des chapardeurs de Hiromasa Yonebayashi en 2010. Le personnage de Castorp est doublé par Stephen Alpert, ancien membre du département international des studios, dont le physique a également inspiré Miyazaki pour l'apparence du personnage.

## Accueil

### Accueil critique

#### Au Japon
Au Japon, le film sort fin juillet 2013. Au cours des séances testant les réactions du public, auxquelles environ 10 000 spectateurs participent, une partie des parents disent beaucoup apprécier le film en tant qu'adultes, mais regrettent qu'il ne soit pas très accessible aux plus jeunes enfants, qui ont tendance à ne pas comprendre, à s'agiter ou à s'ennuyer. Cette attente du public familial est due au fait qu'au Japon, les films des studios Ghibli sont très souvent considérés comme des divertissements pour jeunes enfants, en raison de la grande popularité de films comme Mon Voisin Totoro ou Ponyo sur la falaise.
Le film reçoit toutefois un bon accueil dans la presse japonaise. Dans le Japan Times, Mark Schilling donne au film une note de 4,5 sur 5. Selon lui, le film montre, comme les précédents Miyazaki, une attention amoureuse au détail et des envolées émouvantes de fantasy, mais reprend aussi des formules scénaristiques sur l'histoire d'amour tragique déjà présentes dans les précédentes adaptations du roman de Hori (sorties en 1954 et 1976), sans y ajouter beaucoup en dehors des scènes oniriques montrant Caproni. Schilling voit donc dans le film « un mélo suranné » (« An old-fashioned tearjerker. ») où Miyazaki insère néanmoins une « célébration visuelle somptueuse d'un Japon d'avant-guerre non encore dévasté » ainsi que des rappels historiques sur l'état économique du pays et des considérations sur l'environnement et la guerre. L'ensemble lui paraît être « une récapitulation de tout ce que Miyazaki a fait, chéri ou combattu jusqu'à présent, et, peut-être, un chant du cygne ». Dans une critique détaillée parue dans The Asia-Pacific Journal, Matthew Penney conclut que « Miyazaki parvient à capturer les contradictions des étapes du développement [des avions de combat] et explore les liens entre le militarisme, l'industrie et l'image diffuse de l'inventeur-en-héros. C'est un film qui donne beaucoup à penser et qui compte parmi les meilleurs du studio Ghibli ».

#### En France
En France, Le vent se lève est accueilli très favorablement par les critiques. Le site Allociné confère au film une note moyenne de 4,2 sur 5 basée sur 26 critiques parues dans la presse papier et numérique.
Le film fait la couverture du numéro de janvier des Cahiers du cinéma — c'est la première fois qu'un film d'animation est en couverture de la revue fondée en 1951. Quatorze pages sont consacrées au film, dont une critique élogieuse de Jean-Philippe Tessé. Dans Libération, Didier Péron estime que « Miyazaki ne pouvait mettre point final plus beau à sa carrière ». Il insiste sur la noirceur du film, placé à ses yeux « intégralement sous le signe de la catastrophe et de l’aveuglement », principalement l'aveuglement de Jirō qui « ne voit le mal nulle part » et « semble laisser le soin aux autres d’écrire l’Histoire tant lui doit s’absorber dans la tâche de concevoir de nouveaux modèles » ; il est également sensible à la portée autobiographique du Vent se lève, rappelant que le père de Hayao Miyazaki dirigeait une entreprise au service de l'Armée impériale et que sa mère était tuberculeuse. Dans l'hebdomadaire Télérama, Cécile Mury constate que Miyazaki « prend des risques » en s'écartant de son merveilleux habituel pour donner à voir « le réalisme inédit d'un récit très adulte » où seules quelques scènes de rêve rappellent l'onirisme de ses précédents films. Elle souligne l'ambivalence du héros et du film tout entier, contenue dans son titre, Le Vent se lève, qui est à la fois « une menace et un élan ». Elle apprécie la dénonciation de la guerre et du nationalisme faite « par petites touches », l'histoire d'amour « lumineuse et tendre, joyeuse et tragique » qui selon elle vient équilibrer les aspects les plus sombres du film, ainsi que l'évocation attentive de la vie quotidienne qu'elle compare aux films de Yasujirō Ozu.
Dans sa critique parue dans Le Monde en septembre 2013 à l'occasion de la présentation du film dans les festivals, Franck Nouchi, frappé lui aussi par l'originalité du Vent se lève, estime qu'« une fois encore, la magie opère », montrant la « virtuosité... sans égale » du réalisateur ; il juge le film porteur d'un message pacifiste explicite. Dans Le Figaro, Jean-Luc Wachthausen estime que le réalisme nouveau du film lui confère « une lenteur inusitée, une dimension de mémoire historique empreinte de gravité, voire de solennité, mais une véritable ampleur épique » ; il insiste lui aussi sur la virtuosité avec laquelle Miyazaki joue sur tous les registres. Dans La Croix, Arnaud Schwartz salue également les risques que prend Miyazaki avec ce film « évidemment visible en famille, mais peut-être moins orienté qu’auparavant vers le public jeune » et en apprécie la capacité à déployer une réflexion politique sans renoncer au lyrisme ou à l'émerveillement ; selon lui, Miyazaki « a voulu montrer à quel point il est facile de dévoyer les rêves de progrès pour les mettre au service de funestes desseins » et rapproche le propos du film de la démarche pacifiste de l'aviateur Alberto Santos-Dumont qui avait milité en son temps auprès de la Société des Nations pour interdire tout usage militaire des avions.
Quelques critiques sont mitigées voire franchement négatives. Dans un autre article paru dans Le Monde, cette fois au moment de la sortie en salles du film, Jacques Mandelbaum reconnaît au film ses grandes qualités formelles et sa dénonciation de la guerre, mais estime qu'il « prête à discussion » et qu'« il est possible que l'œuvre déjoue toute explication, à l'instar de l'ambiguïté troublante de son auteur ». Dans l'édition française du quotidien gratuit Metro, Mehdi Omaïs se demande si ce dernier film n'est pas le Miyazaki de trop : il le juge trop long, trop lent et contemplatif, pas assez tourné vers le jeune public ; il lui reproche de « [verser] souvent dans le sur-symbolisme et l’onirisme fourre-tout » et de « [passer] son temps à justifier l’égoïsme en amour et les mauvais choix de son héros par sa seule et inaltérable capacité à rêver », héros qu'il trouve par ailleurs incapable de susciter l'empathie. Il concède cependant au film son regard délicat sur la violence du monde et conclut que « sans démériter, [le film] n'atteint que de faibles altitudes ».

#### En Belgique
Quelques premières critiques du film paraissent dans la presse belge au moment de la présentation du film à la Mostra de Venise, début septembre 2013. Dans La Libre Belgique, Hubert Heyrendt donne un avis globalement positif sur le film. Il apprécie la « patte » graphique de Miyazaki et juge « intéressante » la « réflexion sur la beauté de la création de machines pouvant mener à la destruction et sur l’histoire du Japon », mais regrette « le côté mélo » de la relation entre Jirō et Nahoko, qu'il trouve « un peu appuyé (notamment par la musique de Joe Hisaishi). »

### Accueil public

#### Box-office
Le film est sorti le 20 juillet 2013 au Japon sur 454 écrans. En deux jours, il a attiré plus de 700 000 spectateurs et a engrangé près d'un milliard de yen. Avec près de 12 milliards de yen (114 millions de dollars) au total, il est le film ayant rapporté la plus grosse recette au Japon en 2013, dans un box office japonais dominé cette année-là par quatre films d'animation (les trois autres étant, par nombre d'entrées décroissant, One Piece : Z, Doraemon the Movie: Nobita in the Secret Gadgets Museum et Détective Conan : Un détective privé en mer lointaine).
En France, le film sort dans les salles le 22 janvier 2014. Il attire un peu plus de 258 000 spectateurs la première semaine et environ 177 900 la deuxième semaine. Le film culmine au total en fin d'exploitation à 776 769 spectateurs.
Aux États-Unis, la distribution du film en salles et en vidéo est assurée par Disney.

#### Polémiques sur le contenu politique du film
Au Japon et dans les pays voisins, le sujet du film a fait l'objet d'une importante polémique, amplifiée par les prises de position pacifistes de Miyazaki. Ce dernier avait en effet signé quelques jours avant la sortie du film, dans le mensuel Neppu, une publication du studio Ghibli, une tribune de 28 pages intitulée Modifier la Constitution est insultant. De plus, dans Le vent se lève, l'ingénieur Jirō Horikoshi, passionné d'aviation, est intéressé par le fait de concevoir de « beaux avions » et non des appareils à utiliser pendant la guerre. De nombreux Japonais ont ainsi reproché à Miyazaki son anti-nationalisme et son refus de réviser la Constitution, comme le souhaite le premier ministre japonais Shinzō Abe, notamment concernant l'article 9 de la constitution japonaise qui fait renoncer le Japon à son droit de déclarer la guerre ou à utiliser sa force militaire comme moyen de règlement des différends internationaux.
À l'inverse, de nombreuses critiques se sont élevées dans les pays voisins ayant souffert lors de la guerre contre le Japon ou étant en conflit territorial avec lui, notamment en Corée du Sud et en Chine, où certains reprochent au réalisateur de faire l'apologie de la guerre dans son dernier film.

#### Représentation du tabagisme
Un autre élément du film, sans rapport avec la guerre, a fait débat au Japon : le nombre de scènes où l'on voit les personnages fumer. Deux scènes en particulier, une où le personnage de Honjô demande une cigarette à Jirō alors qu'ils sont encore au lycée et une autre où Jirō fume à côté de Nahoko alors qu'elle est gravement malade, ont provoqué la colère d'une association japonaise luttant contre le tabagisme qui a demandé que la diffusion du film soit interrompue du fait de la mauvaise influence qu'il pouvait avoir sur les jeunes spectateurs.

#### Regain d'intérêt pour des lieux ou éléments culturels décrits dans le film
Le Vent se lève décrit avec précision la société japonaise des années 1920-1930. L'une des scènes du film montre Jiro offrant à trois enfants affamés des parts d'un gâteau appelé siberia, qui se compose de deux tranches de castella (gâteau éponge fait d'œufs, de sucre et de farine) enfermant du yōkan (pâte de haricots rouges du Japon gélifiée). Ce gâteau, très populaire avant la Seconde Guerre mondiale, disparaît peu à peu à partir des années 1960. Au moment de la sortie du film au Japon, cette pâtisserie n'est presque plus commercialisée, mais son apparition dans le film réveille l'intérêt du public à son égard et les quelques boulangeries qui en vendent encore voient leurs ventes décoller en flèche, notamment auprès des femmes âgées qui en consommaient à l'époque.
Le film suscite également un regain d'intérêt pour certains lieux qui y apparaissent, comme l'usine de bière Kabuto (ja) à Handa, dans la préfecture d'Aichi, construite en briques rouges et considérée comme un monument culturel important, mais peu accessible au public : l'afflux de visiteurs suscité par le film amène les autorités locales à engager des travaux de restauration afin d'ouvrir davantage l'endroit aux visiteurs.
Le nom de l'usine est écrite à l'envers dans le film ("Ruubi Tobuka" au lieu de "Kabuto Biiru"), cela peut être dû à un conflit sur les droits d'exploitation de la marque. Cependant, le nom utilisé à l'international dans le film est bien "Bière Kabuto".

### Distinctions

#### Récompenses
- Alliance of Women Film Journalists Awards 2013 : meilleur film d'animation
- Boston Online Film Critics Association Awards 2013 : meilleur film d'animation (ex-æquo avec La Reine des neiges)
- Boston Society of Film Critics Awards 2013 : meilleur film d'animation
- Chicago Film Critics Association Awards 2013 : meilleur film d'animation
- Online Film Critics Society Awards 2013 : meilleur film d'animation
- National Board of Review Awards 2013 : meilleur film d'animation
- New York Film Critics Circle Awards 2013 : meilleur film d'animation
- San Diego Film Critics Society Awards 2013 : meilleur film d'animation
- Toronto Film Critics Association Awards 2013 : meilleur film d'animation
- Village Voice Film Poll 2013 : meilleur film d'animation
- Annie Awards 2014 : meilleur scénario pour Hayao Miyazaki
- Central Ohio Film Critics Association Awards 2014 : meilleur film en langue étrangère et meilleur film d'animation
- Satellite Awards 2014 : meilleur film d'animation
- International Film Music Critics Association Awards 2013 : meilleure musique d'un film d'animation
- Anime & Manga Grand Prix 2014 : Meilleur film d'animation japonais

#### Nominations et sélections
- AFI Fest 2013 : sélection
- Festival du film de New York 2013 : sélection en compétition officielle
- Mostra de Venise 2013 : sélection en compétition officielle
- Washington D.C. Area Film Critics Association Awards 2013 : meilleur film d'animation
- Festival international du film de Palm Springs 2014 : sélection « Modern Masters »
- Critics' Choice Movie Awards 2014 : meilleur film d'animation
- Golden Globes 2014 : meilleur film en langue étrangère
- Oscars du cinéma 2014 : meilleur film d'animation
- Saturn Award 2014 : meilleur film d'animation

## Produits dérivés
Comme pour les précédents films d'animation, le studio Ghibli commercialise différents types de produits dérivés accompagnant la sortie du film à l'été 2013.

### Livres
Plusieurs publications en japonais reprennent l'histoire du film ou proposent des informations sur les étapes de sa création. Un manga en deux tomes, qui paraît fin août 2013 chez Tokuma Shoten, reprend des images et les dialogues du film. Un livre à couverture rigide racontant l'histoire du film, le Livre d'images Tokuma du film : Le Vent se lève, paraît chez le même éditeur dans la collection Tokuma Anime Ehon. Un Guide visuel du film, contenant l'histoire du film ainsi que des entretiens avec le producteur Toshio Suzuki et l'actrice Miori Takimoto, paraît chez Kakokawa Shoten. Un autre livre reprenant l'histoire du film paraît chez Shogakukan dans la collection « This Is Animation ». Un livre regroupant des esquisses, recherches, décors et informations sur la conception du film, The Art of The Wind Rises, paraît chez Tokuma Shoten, de même qu'un livre reprenant le storyboard complet du film.

### Bande originale du film
La bande originale du film est composée par Joe Hisaishi : il s'agit de la dixième collaboration entre le réalisateur et le compositeur. Elle est interprétée par le Yomiuri Nippon Symphony Orchestra, et publiée sous forme de CD chez Tokuma Japan Communications à la mi-juillet 2013. L'album comprend 32 pistes. Le premier tirage du CD est accompagné d'un CD bonus, The Wind Rises Sound Source (風立ちぬ 音源), qui contient deux chansons du film enregistrées en mono.
La chanson du générique, Hikōki-gumo (ひこうき雲), est interprétée par son auteur Yumi Matsutōya. Elle a été composée en 1973 après le décès prématuré de jeunes écoliers. Yumi Matsutōya a aussi interprété les chansons d'un autre film d'animation de Miyazaki, Kiki la petite sorcière, en 1989.